# جشن‌های ایرانی
جشن‌های ایرانی به جشن‌هایی ملی و مردمی گفته می‌شود که دارای ریشه تاریخی ایرانی هستند و از دوران باستان تا به امروز رسیده‌اند. برخی از این جشن‌ها کم‌وبیش زنده هستند.
جشن‌های زنده به جشن‌هایی گفته می‌شوند که بنا به سنت تاریخی در میان مردم رایج است (مانند جشن نوروز). جشن‌های فراموش‌شده به جشن‌هایی گفته می‌شوند که بنا به سنت تاریخی برگزار نمی‌شوند (مانند جشن بهاربد)، اما ممکن است کوشش‌هایی برای احیای برخی از آن‌ها رواج داشته باشد (مانند جشن اسفندگان).
شکل تاریخی برگزاری جشن‌ها (چنان‌که در متون و منابع آمده‌است) با شکل فعلی و رایج برگزاری هر جشن، دو موضوع متفاوت است که همواره شبیه یکدیگر نیستند.

## چکیده
در بخش نخست این مقاله که با مطابقت با نظر استادان ایران‌شناس و تقویم گوگل برای جشن‌های ایرانی نوشته شده به ویژگی‌های عمومی جشن‌های ایرانی اشاره می‌شود.
در بخش دوم، نام و زمان جشن‌ها و گردهمایی‌ها بر اساس گاهشماری ملی ایران آورده می‌شود. نگاهی گذرا به این بخش نشان می‌دهد که شمار جشن‌های ایرانی بسیار بیشتر از تعداد متداولِ شناخته شده فعلی آن است. کوشش شده تا در این بخش به بیشتر جشن‌های شناخته شده یا فراموش‌شده‌ای که در متون و منابع ایرانی به آن‌ها اشاره رفته و همچنین پاره‌ای جشن‌های قومی یا محلی پرداخته شود.
برای برگزاری جشن‌های قومی در بسیاری از نواحی از تقویم‌های محلی و بومی استفاده می‌شود. به این روش تا جایی که منحصراً میان اقوام و اقلیت‌ها تداول داشته باشد، ایرادی وارد نیست، اما استفاده از تقویم‌های محلی و قومی برای برگزاری جشن‌ها در سطح ملی به نظر استادان ایران‌شناس نادرست است. و آنان تأکید دارند که زمان درست جشن‌های ملی می‌باید بر اساس گاهشماری ملی باشد (بنگرید به تقویم گوگل برای جشن‌های ایرانی). مؤبد کورش نیکنام نیز برگزاری جشن‌ها با استفاده از گاهشماری‌های سنتی با ماه‌های ۳۰ روزه را بی‌توجهی به دانش نجوم و دستاوردهای خیام و موجب ناهماهنگی در جشن‌ها دانسته و لزوم توجه به گاهشماری ملی و رسمی با ماه‌های ۳۱ روزه را یادآور شده‌است.
جشن‌ها و فاصله‌های میان آن‌ها در متون کهن ایرانی دارای تعریف و اندازه‌های مشخصی است که به مانند دانه‌های یک زنجیر در پیوستگی کامل با یکدیگر هستند. تغییر جای یکی از آنها، موجب گسست کل این رشته خواهد شد. چنان‌که در منابع ایرانی آمده‌است، جشن سده پس از ۴۰ روز از شب یلدا یا چله، و پس از ۱۰۰ روز از اول آبان قرار دارد. همچنین جشن سده، پیش از ۲۵ روز از جشن اسفندگان است. این اندازه‌ها و فاصله‌های تعریف شده در متون و منابع کهن ایرانی، تنها با گاهشماری ایرانی با ماه‌های سی و یک روزه (مبدأ هجری خورشیدی فعلی) که بزرگترین دستاورد دانش گاهشماری در جهان است، مطابق است. و
در بخش سوم به جشن‌هایی پرداخته می‌شود که در سرشت خود هیچگاه در روز خاصی تثبیت نمی‌شوند و با توجه به روزِ هفته، رویدادهای کیهانی و طبیعی، یا رخدادهایی در زندگی زراعی، نظم و قاعده ویژه خود را دارند.

## ویژگی‌های عمومی جشن‌های ایرانی
بررسی جشن‌های ایرانی و زمان برگزاری آن‌ها نشاندهنده ویژگی‌هایی مشترک در میان همه آنهاست. نخست اینکه تقریباً همگی در پیوند با پدیده‌های طبیعی و کیهانی و اقلیمی هستند  و به همین دلیل کوشش شده‌است تا زمان برگزاری آن‌ها هر چه بیشتر با تقویم طبیعی منطبق باشد.
دوم اینکه تقریباً هیچ‌کدام برگرفته از دستورهای دینی نیستند . با اینکه همواره پیروان ادیان گوناگون تلاش کرده‌اند که برخی از آن‌ها را مراسم دینی خود معرفی کنند؛ اما نمی‌توان آن‌ها را متعلق به هیچ دینی دانست. اما برخی کسان تلاش می‌کنند تا این جشن‌ها را در پیوند مستقیم با ادیان بدانند.
سومین ویژگی گردهمایی‌ها و مراسم ایرانی در این است که با سرور و شادی همراه هستند و غم و اشک و گریه در آن‌ها جایی ندارد. حتی مراسم عید «بمو» در میان مانویان که اتفاقاً هم‌زمان با روز جانباختن مانی بوده، همراه با سرود و شادی برگزار می‌شده است.
چهارمین ویژگی جشن‌ها و مراسم ایرانی در احترام و پاسداشت همه مظاهر طبیعت است. در هیچ‌کدام آیین‌های ایرانی اثری از خشونت و بدرفتاری نسبت به گیاهان و حیوانات دیده نمی‌شود. بلکه حتی با آیین‌هایی همراه است که به انگیزه پاکیزگی و پاسداری از محیط زیست برگزار می‌شود.
ویژگی پنجم، پیوند ناگسستنی جشن‌های ایرانی با آتش است. حتی اگر آن جشن پیوند چندانی با آتش نداشته باشد، اما عموماً اخگری کوچک به آن رسمیت و تقدسی بیشتر می‌بخشد.
ششمین ویژگی عمومی جشن‌ها و مراسم ایرانی چنین است که با زادروز یا سالمرگ کسی در پیوند نیست و آنگونه که از متون کهن همچون شاهنامه بر می‌آید، برای ایرانیان زادروز کسی اهمیتی فراوان نداشته و به ندرت آن را ثبت می‌کرده‌اند ؛ چرا که هر کسی در روزی زایش یافته و در روزی درمی‌گذرد. آنچه برای ایرانیان با ارزش بوده و آن را ثبت کرده و گاه جشن می‌گرفته‌اند، «انجام کاری بزرگ» بوده‌است که نمونه‌های آن را در شاهنامه فردوسی می‌بینیم. می‌دانیم که فردوسی نیز تنها به ثبت زمانِ پایانِ کار بزرگ خود که همانا «سرایش شاهنامه» باشد، بسنده کرده و از یادآوری صریح زادروز خود خودداری کرده‌است.
هفتمین ویژگی‌های عمومی در گستردگی مراسم است. ایرانیان جشن‌ها و آیین‌های میهنی خود را به گونه‌ای یکپارچه و با همبستگی و همزیستی شگفت‌انگیزی برگزار کرده و تفاوت‌های قومی و دینی و زبانی را عامل بازدارنده این یگانگی نمی‌دانسته‌اند. آیین‌های ایرانی متعلق به همه ایرانیان است و همه برای نگاهبانی از آن کوشیده‌اند. کسانی که با تعصب‌های نابجای دینی یا قومی نقش خود در پاسداری فرهنگ ایران بیشتر از دیگران می‌دانند، به این همبستگی باشکوه مردمان ایرانی آسیب می‌زنند.

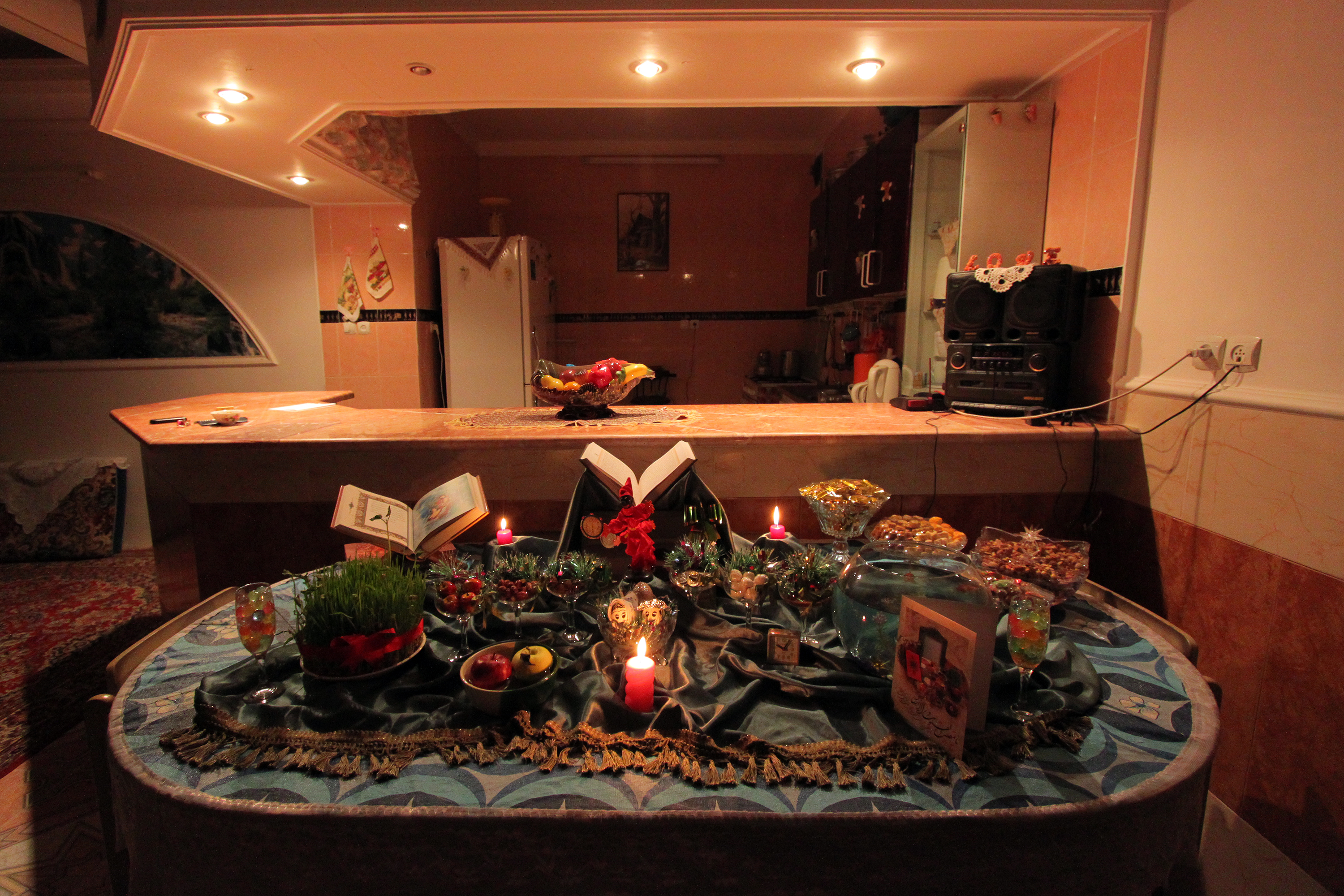
جشن نوروز و سفره هفت سین ایرانی
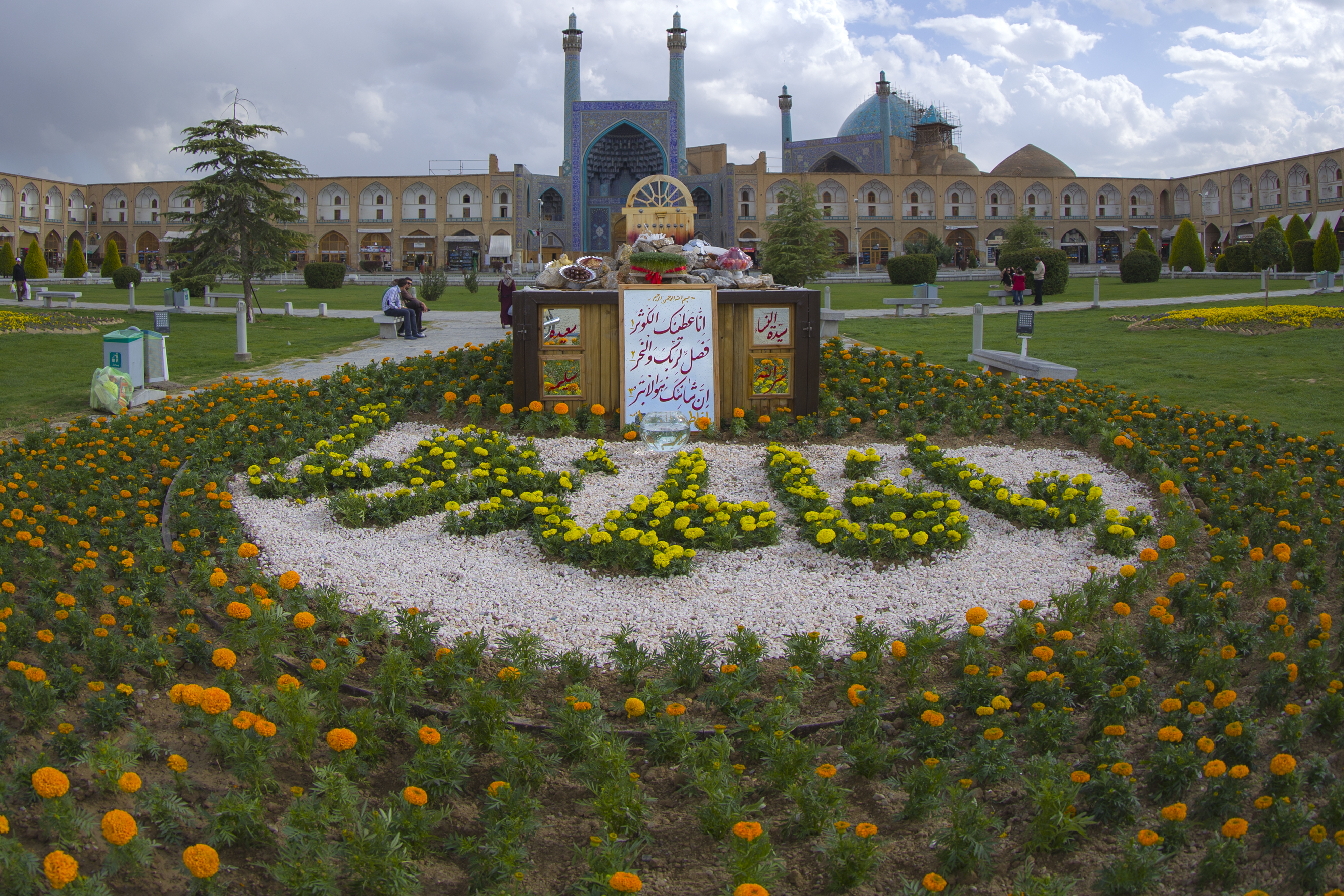
سفره هفت سین در میدان نقش جهان اصفهان